# Civilización egea
Civil egea o, en plural, civilizaciones egeas, son denominaciones historiográficas para la designación de un grupo de civilizaciones prehelénicas (es decir, anteriores a la civilización griega) que se desarrollaron en la protohistoria en el espacio en torno al mar Egeo. Son las civilizaciones cicládica (en torno a las islas Cícladas), minoica (isla de Creta) y micénica (Grecia continental europea -particularmente el Peloponeso-). También se ha especulado de una cuarta civilización, la luvita.
Con el surgimiento de las culturas griega y del Oriente Próximo, las tierras que rodeaban este mar fueron la sede de civilizaciones muy distintas, y la cultura de las islas del Egeo se identificó con la de toda Grecia.
En la periodización arqueológica se localizan en el Heládico (III y II milenios a. C.), que en la clasificación tecnológica de edades corresponde a la Edad del Bronce, tras el Calcolítico o Edad del Cobre. Desde la periodización propuesta por Arthur Evans, se utilizan los nombres de Heládico Antiguo, Cicládico Antiguo y Minoico Antiguo (3000-2100 a. C.), Heládico Medio, Cicládico Medio y Minoico Medio (2000-1550 a. C.), Heládico Reciente, Cicládico Reciente y Minoico Reciente (1550-1100 a. C.) Cada uno de ellos se divide en subperiodos numerados del I al III. La diferenciación es únicamente geográfica (Heládico para el continente europeo, Cicládico para las islas del Egeo y Minoico para Creta).
Algunos estudiosos hacen responsables a los pueblos del mar del hundimiento de esta civilización y la del Imperio hitita, a finales del siglo XIII a. C., dando lugar al comienzo de la Edad Oscura, pero esta hipótesis es controvertida.

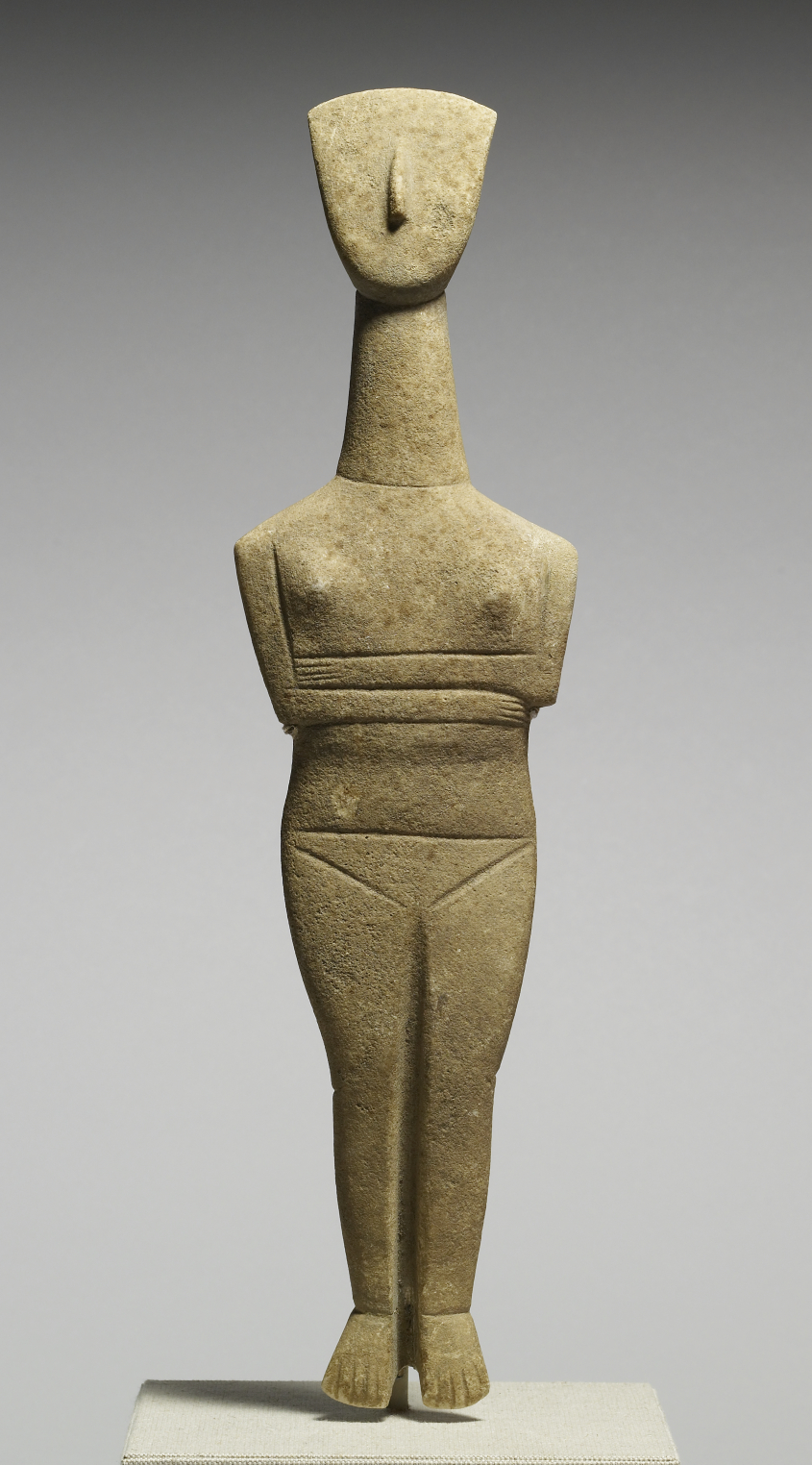
Figurilla cicládica.
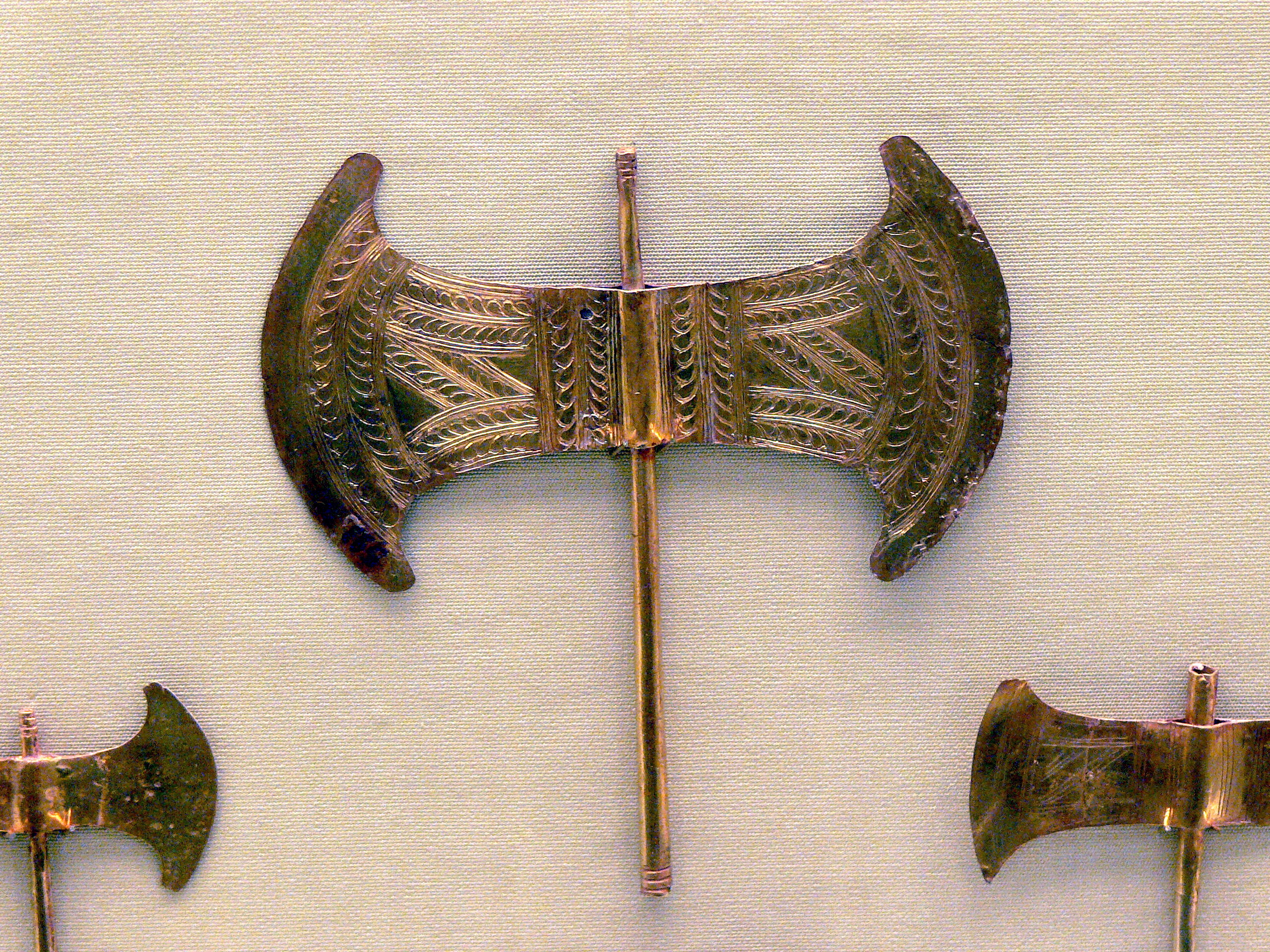
Labrys (doble hacha minoica).
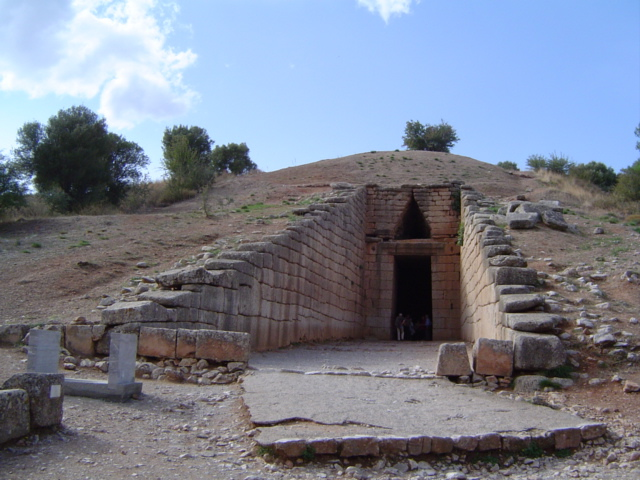
Tesoro de Atreo (un tholos o tumba circular en Micenas).